# Dariusz Wiktorowicz
Dariusz Wiktorowicz (ur. 22 kwietnia 1965 w Łodzi) – polski aktor.
Znany głównie z roli Ryszarda Barańskiego w serialu Licencja na wychowanie.

## Życiorys
W 1988 roku ukończył studia na Wydziale Aktorskim Państwowej Wyższej Szkoły Teatralnej w Łodzi. W latach 1988–1993, 1998–2000, 2001–2005 występował w Teatrze Nowym im. K. Dejmka w Łodzi, w latach 1993–1998 w Teatrze Studyjnym '83 w Łodzi, a w sezonach 1995/1996 i 2000/2001 także w Teatrze Lalek Arlekin w Łodzi. W latach 2005–2014 był dyrektorem naczelnym i artystycznym Teatru Dzieci Zagłębia w Będzinie, jednocześnie występował w Teatrze Śląskim im. Stanisława Wyspiańskiego w Katowicach.

## Filmografia
- 1989: Światło odbite – jako „Selavi”
- 1997: Klan – jako policjant zawiadamiający Bognę o śmierci jej męża
- 2000, 2002: Plebania – jako policjant w Hrubielowie (odc. 31, 150)
- 2002: Plebania – jako sprzedawca kubków (odc. 215)
- 2002: Kariera Nikosia Dyzmy
- 2003; 2014: Na Wspólnej – jako klient taxi (odc. 306); klient (odc. 2081, 2090)
- 2004: Pierwsza miłość – jako Lucjan Masztowski
- 2005: Kryminalni – jako pan Mirek (odc. 31)
- 2005: Pensjonat pod Różą – jako sierżant (odc. 50)
- 2008: Święta wojna – jako Hitler (odc. 291)
- 2008–2011: Leśne Doły – jako notariusz
- 2010–2011: Licencja na wychowanie – jako Ryszard Barański
- 2012: Galeria – jako Gary (odc. 75, 76, 108, 113)
- 2013: Lekarze – jako Leszek (odc. 20)
- 2014: Prawo Agaty – jako Janicki (odc. 79)
- 2014: Matka – jako dyrektor domu dziecka
- 2015: M jak miłość – jako sędzia (odc. 1129)
- 2015: Ojciec Mateusz – jako mecenas Lipko (odc. 172)
- 2017: Sprawiedliwi – Wydział Kryminalny – jako Hieronim, ojciec Izy
- 2023: Korona królów Jagiellonowie - jako książę Siemowit IV Mazowiecki

### Spektakle telewizyjne
- 1988: Tamten
- 1991: Restauracja – jako Janek

### Etiudy
- 1986: Wesele
- 1990: Śpiew
- 2003: Burza

## Odznaczenia i nagrody
- 1993: Nagroda dla Młodych Aktorów za rolę w przedstawieniu „Sakramencka ulewa” na Ogólnopolskim Przeglądzie Teatrów Małych Form w Szczecinie
- 1996: Nagroda aktorska i tytuł „Animator 96” za rolę Diabła w „Historii o żołnierzu” na Międzynarodowym Festiwalu Teatrów Lalkowych w Toruniu
- 1999: Wyróżnienie Prezydenta Łodzi z okazji Międzynarodowego Dnia Teatru (27.03)
- 1999: Wyróżnienie i II Nagroda dla spektaklu „Moja tajemnica” na Międzynarodowym Festiwalu Solistów Lalkarzy w Łodzi
- 2006: Nagroda Miasta Będzina za Osiągnięcia w Dziedzinie Twórczości Artystycznej, Upowszechnienia i Ochrony Kultury
- 2007: Nagroda śląska „Złota Maska” za najlepszy spektakl dla dzieci; za „Robinsona Cruzoe” w Teatrze Dzieci Zagłębia w Będzinie
- 2007: Nagroda za reżyserię i dla najlepszego przedstawienia dla dzieci; za „Króla Maciusia” z Teatru Dzieci Zagłębia w Będzinie na Festiwalu „Bosporskie Agony” na Krymie
- 2009: Brązowy Medal „Zasłużony Kulturze Gloria Artis”[1]